# ウワノソラ
ウワノソラは、2012年11月から活動する日本のバンド。

## 概要
ウワノソラはメンバーのいえもとめぐみ、角谷博栄と元メンバーの桶田知道が大阪の大学で出会い結成された。ウワノソラ'67として別名義でも活動している。
主に60年代から80年代のポップス、AOR、シティポップ、ミドル・オブ・ザ・ロード、ソウル、ソフトロック、MPBなどの影響を感じさせる洗練されたサウンドが特徴である。
別名義であるウワノソラ'67は、フィルスペクターやビーチボーイズ、大瀧詠一などの影響が色濃く、アメリカ西海岸的なサウンドであることが特徴。

## メンバー
|                            | パート                       | 生年月日              |
| -------------------------- | ---------------------------- | --------------------- |
| いえもとめぐみ             | ボーカル、コーラス、作詞など | 1991年1月22日（34歳） |
| 角谷博栄 (かどや ひろひで) | ギター、作詞、作曲、編曲など | 1989年8月10日（35歳） |

2017年7月に初期メンバーであった桶田知道が脱退。

## 関連作品
- Negicco「土曜の夜は」(2016年5月14日) - 作曲、編曲を角谷が担当、コーラスでいえもとが参加[7]。
- Connie 「赤い涙」(2019年8月21日) - ボーカルをいえもとが担当。[8]。
- Kaede「秋の惑星、ハートはナイトブルー。」(2020年9月8日）-7曲のミニアルバムを角谷と染谷大陽(Lamp)が共同プロデュース。コーラスでいえもとが参加。

## ミュージックビデオ
| 曲名                     | 監督               | 公開日         | 出演                      |
| ------------------------ | ------------------ | -------------- | ------------------------- |
| Umbrella Walking         | 菅野圭亮           | 2013年10月15日 | ウワノソラ                |
| 恋するドレス             | 菅野圭亮           | 2014年4月21日  | ウワノソラ                |
| シェリーに首ったけ       | 角谷博栄、菅野圭亮 | 2015年5月4日   | ウワノソラ'67             |
| 年上ボーイフレンド       | 阿部友紀子         | 2015年5月30日  | ウワノソラ'67             |
| 夏の客船                 | 阿部友紀子         | 2017年8月26日  | ウワノソラ                |
| 隕石のラブソング         | 菅野圭亮           | 2019年6月15日  | ウワノソラ                |
| 蝶の刺青                 | 阿部友紀子         | 2019年6月26日  | 小野亮子、上村南美        |
| 無重力のフォトグラファー | 菅野圭亮           | 2020年8月8日   | Kyoka Imamura、ウワノソラ |
| 雨になる                 | 阿部友紀子         | 2022年7月18日  | ウワノソラ'67             |

## 映像作品
- ウワノソラ'67 「How to make Portrait in Rock’n’Roll 2」(2023年5月20日)

## ライブ・イベント

### ワンマンライブ、主催イベント

#### 2019年
- 8月3日、ウワノソラ-7 YEARS LIVE-（青山 月見ル君思フ）

### インストアライブ、イベント

#### 2013年
- 8月23日、ウワノソラ×ルルルルズ Acoustic Mini Live (京都SOLE CAFE)

#### 2015年
- 6月27日、"dessinee show case vol.5" ft. Mindy Gledhill & ウワノソラ & NICO GLASS (神戸ブルーポート)

#### 2019年
- 7月7日、『夜霧』発売記念トーク＋ミニライヴ＋サイン会(渋谷タワーレコード)MC(長門芳郎)

#### 2022年
- 8月7日、ウワノソラ'67『Portrait in Rock’n’Roll 2』発売記念インストア(渋谷タワーレコード)MC(長門芳郎)

#### 2023年
- 8月27日、ウワノソラ’67 LP発売記念インストアライブ(大阪ハワイレコード衛星)